# سينتا موسيس
سينتا موسيس (بالإنجليزية: Senta Moses)‏ هي ممثلة أمريكية، ولدت في 8 أغسطس 1973 في الولايات المتحدة. بدأت مشوارها المهني سنة 1974.

## أعمال

### أفلام
- (1990) وحيد في المنزل[3][4][5]
- (1992) ضائع في نيويورك[6][7][8]

### مسلسلات
- الجميع يحب رايموند
- إن سي آي إس
- بيكمان ورلد
- خطوة بخطوة
- شبح هامس
- كاسل

## وصلات خارجية
- سينتا موسيس على موقع IMDb (الإنجليزية)
- سينتا موسيس على موقع ألو سيني (الفرنسية)
- سينتا موسيس على موقع أول موفي (الإنجليزية)
- سينتا موسيس على موقع قاعدة بيانات الأفلام السويدية (السويدية)
- سينتا موسيس على موقع قاعدة بيانات الفيلم (الإنجليزية)
- سينتا موسيس على موقع كينوبويسك (الروسية)